# Monte Albergian
 (mai 2018).
Le Monte Albergian est un sommet des Alpes cottiennes s'élevant à 3 041 mètres d'altitude dans la ville métropolitaine de Turin, au Piémont.
Il se trouve sur la crête entre le val Cluson et la vallée de Massello. En particulier, en remontant le val Chisone, à hauteur de Pragela, on peut le voir sur la gauche, se présentant comme une montagne massive, visible de toute la vallée.
Le sommet est constitué d'une crête d'une longueur d'une dizaine de mètres. Il est surmonté d'une croix métallique de grande taille.
Le Monte Albergian est une destination connue par tous les randonneurs pour la facilité du parcours et pour la vue qu'il offre sur toute la vallée. L'itinéraire de montée part de la commune de Pragela et présente un dénivelé d'environ 1 500 mètres.
Une liqueur particulièrement réputée porte le même nom. Elle est produite dans le village de Pragela. Il y a 4 bergeries principales : Crétove, l'Albergian, le Pré du Fond et la Balme.